# Katete (Tanzania)
Katete è una circoscrizione rurale (rural ward) della Tanzania situata nel distretto di Kalambo, regione di Rukwa. Conta una popolazione di 8 669 abitanti (censimento 2012).